# Sanjosex
Sanjosex, alias de Carles Sanjosé Bosch (La Bisbal del Ampurdán, 1977), es un músico y arquitecto catalán.
Actualmente, su grupo lo completan Pep Mula (batería), Miquel Sospedra (bajo), Richie Álvarez (piano) y Sisu Coromina (saxo).
Sanjosex ha publicado los discos Viva! (2005), Temps i rellotge y Al marge d'un camí (2010). Varias canciones de estos discos han aparecido en la serie de TV3 Porca Misèria: Fem l'amor, Temps o rellotge, Puta revolution y Mixolídia blues.
El grupo ha actuado en festivales como Primavera Club, BAM, MMVV, popArb, Senglar Rock y Altaveu.

## Discografía
- Viva! (Bankrobber, 2005)
- Temps i rellotge (Bankrobber, 2007)
- Al marge d'un camí (Bankrobber, 2010)
- La viu-viu: Sanjosex en concert (Bankrobber, 2012)
- Festival (Bankrobber, 2014)
- Càntut (Bankrobber, 2016)
- Dos Somnis (Bankrobber, 2020)